# Dian Sastrowardoyo
Dian Sastrowardoyo lub Dian Sastro, właśc. Diandra Paramita Sastrowardoyo (ur. 16 marca 1982 w Dżakarcie) – indonezyjska aktorka i modelka.
Rozpoznawalność zyskała po zagraniu w filmie Ada Apa dengan Cinta?.

## Życiorys
Urodziła się 16 marca 1982 w Dżakarcie. Ukończyła studia filozoficzne na Uniwersytecie Indonezyjskim.
W 2002 r. zdobyła tytuł „Najlepszej Aktorki” na Festiwalu Filmów Azjatyckich w Deauville (Francja). W 2004 r. została także nagrodzona w kategorii „Najlepsza Aktorka” na Festival Film Indonesia.

## Filmografia
- 2000: Bintang Jatuh
- 2001: Pasir Berbisik
- 2002: Ada Apa Dengan Cinta?
- 2005: Banyu Biru
- 2005: Ungu Violet
- 2005: Belahan Jiwa
- 2008: 3 Doa 3 Cinta
- 2009: Drupadi
- 2010: Fana: The Forbidden Love
- 2016: Ada Apa Dengan Cinta 2
- 2016: Kartini

Źródło:.